# Physophora hydrostatica
De blaasjeskwal (Physophora hydrostatica) is een hydroïdpoliep uit de familie Physophoridae. De poliep komt uit het geslacht Physophora. Physophora hydrostatica werd in 1775 voor het eerst wetenschappelijk beschreven door Peter Forsskål.

## Beschrijving
Deze prachtige siphonophore-kolonie kan een totale lengte bereiken van 8-12 cm. De drijfklok (pneumatofoor), in de vorm van een reeks blazen op elkaar, vormt een aanzienlijk deel van de totale kolonielengte. In de bodem van de drijfklok bevindt zich een gas-emitterende porie die wordt gebruikt om het drijfvermogen van de kolonie te regelen. De banaanvormige, oranje of violetkleurige tentakels kunnen pijnlijke steken veroorzaken. Aan de voet van de drijfklok zitten lange draden vol met kleine dieren met gespecialiseerde taken in de kolonie.

## Verspreiding
P. hydrostatica is waarschijnlijk een kosmopoliet, waarvan bekend is dat het wijdverbreid is in de Atlantische Oceaan, de Stille Oceaan en de Indische Oceaan. Deze siphonophore, ook wel blaasjeskwal genoemd, staat bekend als een diepzeesoort. Maar net als alle andere langzame zwemmers kunnen stromingen hem naar de oppervlakte brengen.